# Alianza por la Unidad Nacional

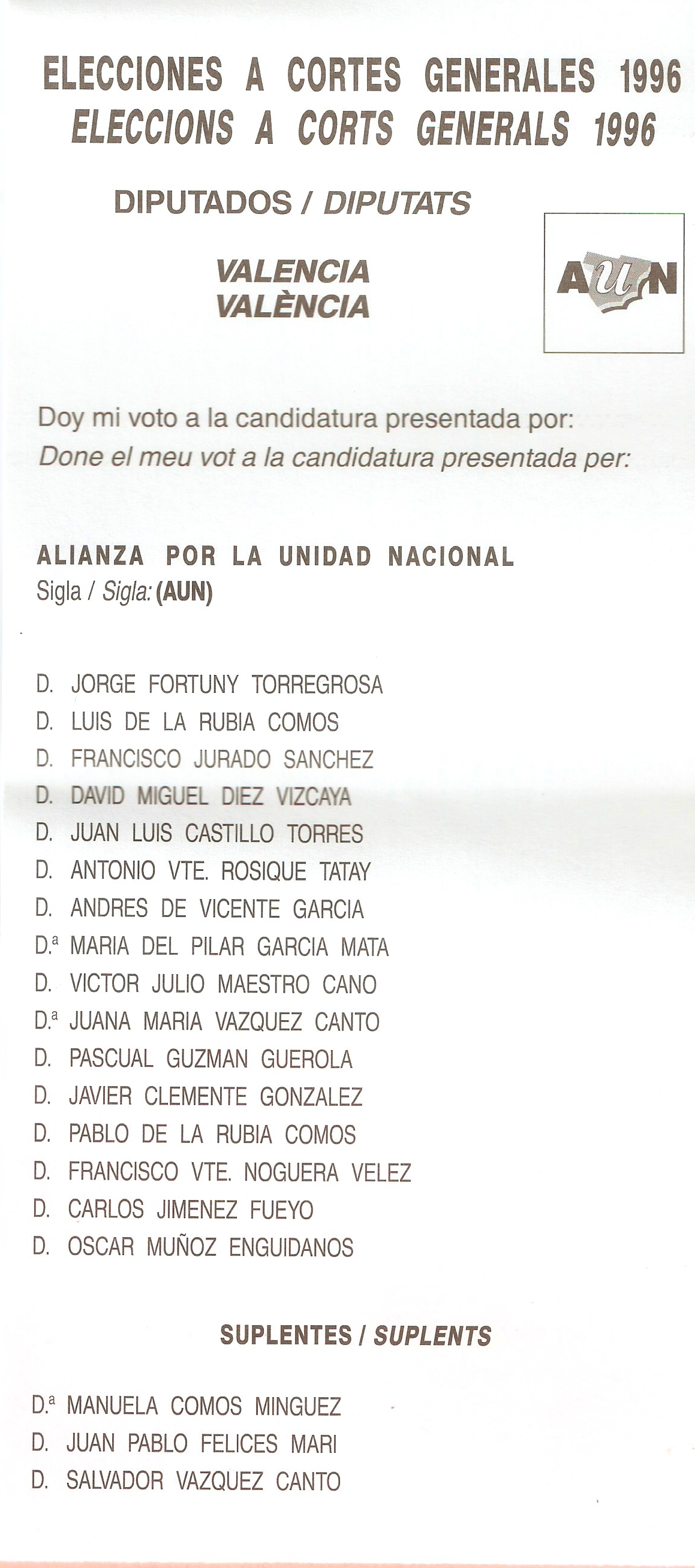
Papeleta electoral.1996

La Alianza por la Unidad Nacional o AUN fue, en sus inicios, una federación de organizaciones patrióticas neofascistas españolas que se presentaron unidas en sociedad el 12 de octubre de 1994 en Madrid, con el propósito de llenar el espacio político dejado tras la disolución, pocos meses antes, del Frente Nacional de Blas Piñar.
Estos grupos eran en origen: El Frente de Alternativa Nacional (escindido del FN de Piñar), Nación Joven (NJ, también escindido del FN y liderado por Eduardo Arias Hijas,entre otros), el Movimiento Social Español (MSE, fundado en 1993 por Ricardo Sáenz de Ynestrillas, como grupo aglutinante de una futura "coalición patriótica") y el Movimiento Católico Español (MCE) de José Luis Corral Fernández.
La nueva formación política fue presentada oficialmente a finales de marzo de 1995, en un acto público en el que quedó suscrita también la adhesión al proyecto del antiguo sindicato de la desaparecida "Fuerza Nueva", Fuerza Nacional del Trabajo (FNT), así como de la Asociación Universitaria DISPAR. Parte de los analistas han calificado el programa del partido para las elecciones generales de 1996 como «contrario a la democracia liberal, ultranacionalista y xenófobo».

## Aspectos ideológicos
Se trataba de un partido muy cercano al Frente Nacional de Jean-Marie Le Pen, el Movimiento Social Fiamma Tricolore de Pino Rauti o el Partido Nacionaldemócrata de Alemania.
Implantado en toda España, abogaba por la unidad de España y de los españoles, por la ilegalización de los partidos políticos separatistas, por la implantación de la pena de muerte para delitos de terrorismo, por la inmigración controlada y por la derogación de la ley del aborto.
Sus actividades habituales eran las concentraciones, las charlas y las manifestaciones contra el terrorismo, la inmigración irregular o la droga. Organizó su sección juvenil con el nombre de "Resistencia Nacional de la Juventud" (RNJ).
Aunque pretendía dar una imagen más radical y renovadora, no quiso romper con referentes históricos clásicos en su ámbito político, por lo siguió su adhesión y participación en actos como el 20-N de 1995 (en el que se celebró el 20.º aniversario del fallecimiento de Francisco Franco y José Antonio Primo de Rivera) junto a Blas Piñar y la Confederación de Excombatientes.
A pesar de todo, las frecuentes detenciones de su cabeza visible, Ricardo Sáenz de Ynestrillas, y las discrepancias ideológicas (el grupo era más plataforma política que partido) entre los diferentes grupos de la Alianza, fueron las causas de la división de criterios, que provocaron la salida del Movimiento Católico Español y dos años más tarde, tras el fracaso electoral de marzo de 1996 y en el transcurso de un seminario de Formación de Cuadros Políticos celebrado en Piedrahíta (Ávila), en torno al 20-N de 1997, la escisión de la antigua Nación Joven y de buena parte de los cuadros provenientes del Frente de Alternativa Nacional bajo el nuevo nombre de "Patria Libre", escisión protagonizada por el abogado madrileño Eduardo Arias Hijas.
Desde 1998, en las celebraciones del 20 de noviembre AUN decidió romper con la Confederación de Excombatientes y convocar separadamente un acto paralelo en la Plaza de San Juan de la Cruz - donde se encontraba la estatua a caballo de Francisco Franco - consiguiendo arrastrar mayormente al público más juvenil y radical, en contraposición a los veteranos que seguían organizando su acto en la Plaza de Oriente. 
Con ínfima capacidad de convocatoria AUN destacó en su campaña en Madrid con motivo del juicio que en la Audiencia Nacional se celebró en 1997 contra los miembros de la Mesa Nacional de Herri Batasuna.

## Elecciones
En las elecciones generales de 1996, el partido obtuvo 3663 votos; y en las elecciones europeas de 1999, 12 486, siendo las dos únicas convocatorias electorales generales a las que se presentó, además de a las elecciones municipales de 1999 en Madrid, con el exconcejal del Partido Popular Ángel Matanzo de cabeza de lista, obteniendo solo 3500 votos.

## Manifestaciones
Entrado el año 1998, con una militancia algo menguada, AUN se reorganizó internamente y mantuvo la actividad con el inicio de una serie de actos de manifestación política (con el lema "¡Recuperemos España!") en distintas localidades vascas y navarras (Vitoria, Bilbao, San Sebastián, Pamplona, Rentería, Irún, Estella, Hernani, Mondragón, Tudela, Ermua, Vergara, Éibar...), otras poblaciones donde el separatismo hacía mella (Treviño, El Vendrell...) y el asalto a la fortaleza de Gibraltar (donde fue sustituida la Union Jack  británica por una enseña nacional española), sufriendo las prisiones inglesas varios militantes de la organización.

## Fin del partido bajo las siglas AUN
Su líder fue secretario general de la organización hasta finales de 1999, tomando el relevo el hasta entonces "número dos", el abogado Pedro Pablo Peña, el cual se encargó de refundar el partido en 2005 bajo el nombre de Alianza Nacional, denominándose a partir de entonces como "nacionalista, social e identitario", adoptando una imagen y una estrategia, de claro perfil "Nacional Revolucionario", que muy poco se parecía a sus orígenes de diez años atrás.